# Van Heflin

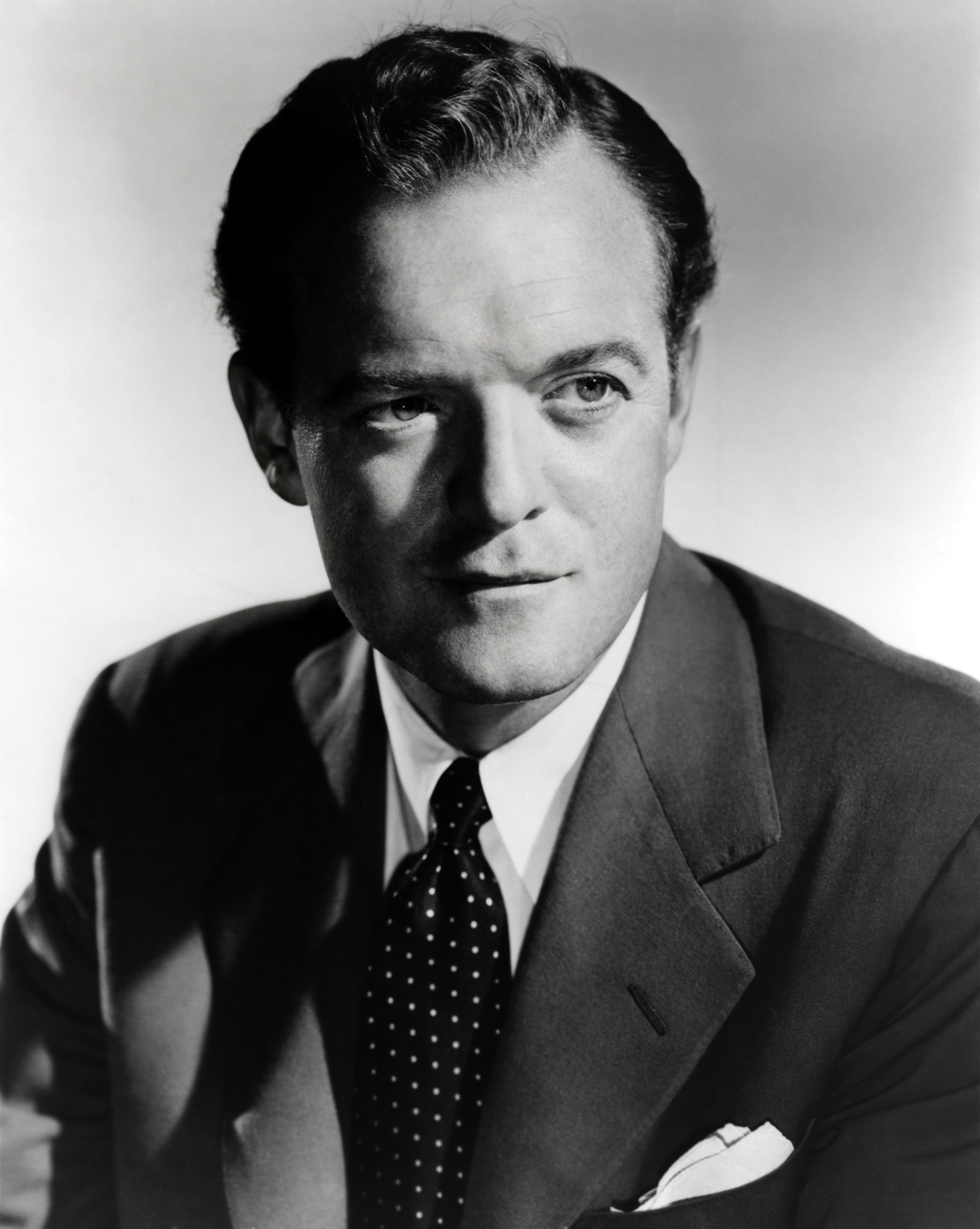
Foto publicitaria de 1964.

Emmett Evan Heflin Jr. (Walters, Oklahoma, 13 de diciembre de 1908 - Hollywood, 23 de julio de 1971) fue un actor de cine y teatro estadounidense.

## Trayectoria
Nacido en 1908, estudió interpretación en la Universidad de Yale, y derecho en la Universidad de Oklahoma. Apasionado del mar, participó en varias expediciones oceanográficas en su juventud.
A finales de la década de 1920 comenzó a trabajar en Broadway en pequeños papeles, hasta que, a mediados de la década de 1930, la por entonces joven actriz Katharine Hepburn le vio actuar y quedó tan sorprendida de su trabajo, que le propuso trabajar en el cine. Firmó entonces un contrato con la RKO. Debutó en 1936, en la película Una mujer rebelde (1936) de Mark Sandrich. Mientras, en el escenario del teatro protagonizó obras tan importantes como Historias de Filadelfia.
En el cine, el éxito le acompañó enseguida. Las décadas de 1940 y 1950 fueron las más importantes en su carrera cinematográfica. 
Trabajó con King Vidor en Cenizas de amor, de 1941 con Hedy Lamarr y Ava Gardner. En 1942 ganó el Premio Oscar al mejor actor secundario por su papel en Senda prohibida de Mervyn LeRoy. Protagonizó títulos tan importantes como El extraño amor de Marta Ivers, de Lewis Milestone (1946), donde compartió protagonismo con Barbara Stanwyck (y donde Kirk Douglas hizo una de sus primeras interpretaciones destacadas). 
Luego, en 1949, rodó un brillante film, Mundos opuestos de Merwyn LeRoy con Ava Gardner, James Mason y, de nuevo, con Barbara Stanwyck. Y también, con Vincente Minnelli, participó en Madame Bovary, adaptación de la novela homónima de Gustave Flaubert. Asimismo destacó su interpretación del melancólico "Athos" en la adaptación de la novela de Alejandro Dumas, Los tres mosqueteros, dirigida por George Sidney. 
En la década de 1950, continuó con su buena estrella, destacando su interpretación en importantes westerns como Raíces profundas, de George Stevens, El tren de las 3:10, de Delmer Davis, y El salario de la violencia, de Phil Karlson.
Durante toda su vida, Heflin nunca dejó de trabajar en el teatro, donde siguió cosechando importantes éxitos, así como tampoco dejó de amar el mar que tanto le había apasionado en su juventud.
Falleció de un ataque al corazón, a los 62 años de edad, mientras nadaba en la piscina de su residencia. 
Tiene dos estrellas en el Paseo de la Fama de Hollywood.

### Filmografía parcial
| - A Woman Rebels (1936), de Mark Sandrich (Una mujer rebelde) - The Outcasts of Poker Flat (1937) - Flight From Glory (1937) - Annapolis Salute (1937) - Saturday's Heroes (1937) - Back Door to Heaven (1939) - Santa Fe Trail (1940), dirigida por Michael Curtiz - The Feminine Touch (1941) - H.M. Pulham, Esq. (1941) - Johnny Eager (1942) de LeRoy - Kid Glove Killer (1942) - Grand Central Murder (1942) - Seven Sweethearts (1942) - Tennessee Johnson (1942) - Presenting Lily Mars (1943) - Screen Snapshots: Hollywood in Uniform (1943) - Land and Live in the Jungle (1944) (documental) - Land and Live in the Desert (1945) (narrador) - The Strange Love of Martha Ivers (1946), de Milestone - Till the Clouds Roll By (1946) - Possessed (1947) - Green Dolphin Street (1947) - B.F.'s Daughter (1948) - The Secret Land (1948) (documental) (narrador) - Tap Roots (1948) - The Three Musketeers (1948) - Act of Violence (1948) - Madame Bovary (1949) - East Side, West Side de LeRoy (1949) o Mundos opuestos - Tomahawk (1951) | - The Prowler (1951) - Week-End with Father (1951) - My Son John (1952) - The Golden Mask (1953) - Shane (1953) - Wings of the Hawk (1953) - Tanganyika (1954) - The Raid (1954) - Woman's World (1954) - Black Widow (1954) - Battle Cry (1955) - Count Three and Pray (1955) - Patterns (1956) - 3:10 to Yuma (1957) - La tempesta (1958) - Gunman's Walk (1958) - They Came to Cordura (1959) - Five Branded Women (1960) - Under Ten Flags (1960) - The Wastrel (1961) - Cry of Battle/PHL: "To Be a Man" (1963) - The Greatest Story Ever Told (1965) - Once a Thief (1965) - Stagecoach (1966) - The Man Outside (1967) - The Ruthless Four (1968) - The Big Bounce (1969) - Neither Are We Enemies (1970) - Aeropuerto (1970) |

## Teatro
- A Case of Libel, 1964
- A View From the Bridge, 1956
- The Philadelphia Story, 1940
- Casey Jones, 1938
- Western Waters, 1938
- End of Summer, 1936
- Mid-West,  1936
- The Night Remembers, 1934
- The Bride of Torozko, 1934

## Premios y distinciones
Premios Óscar
| Año  | Categoría              | Película        | Resultado |
| ---- | ---------------------- | --------------- | --------- |
| 1943 | Mejor actor de reparto | Senda prohibida | Ganador   |